# تركونة
التِّرْكُونَة (الاسم العلمي: Trechona)، جنس عناكب من أمريكا الجنوبية تتبع فصيلة العكابيات التي وصفت لأول مرة بواسطة كارل لودفيج كوخ في عام 1850. يعتبر سم نوع واحد منها على الأقل خطراً محتملاً على البشر.